# Viciria concolor
Viciria concolor là một loài nhện trong họ Salticidae.
Loài này thuộc chi Viciria. Viciria concolor được Elizabeth Maria Gifford Peckham & George William Peckham miêu tả năm 1907.